# اچ‌ام‌اس اچ۳۱

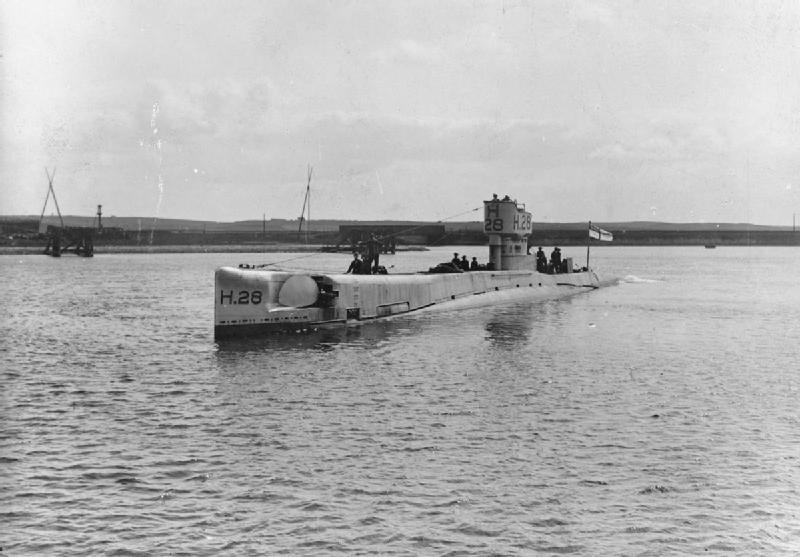
زیردریایی۱۹۱۸

اچ‌ام‌اس اچ۳۱ (به انگلیسی: HMS H31) یک زیردریایی بود که طول آن ۱۷۱ فوت ۰ اینچ (۵۲٫۱۲ متر) بود. این زیردریایی در سال ۱۹۱۸ ساخته شد.